# Doué-la-Fontaine
Doué-la-Fontaine là một xã thuộc tỉnh Maine-et-Loire trong vùng Pays de la Loire phía tây nước Pháp. Xã này nằm ở khu vực có độ cao trung bình 76 mét trên mực nước biển.
Thị trấn nằm ở trung tâm Anjou, vài km so với các lâu đài ở thung lũng Loire.